# 光導纖維

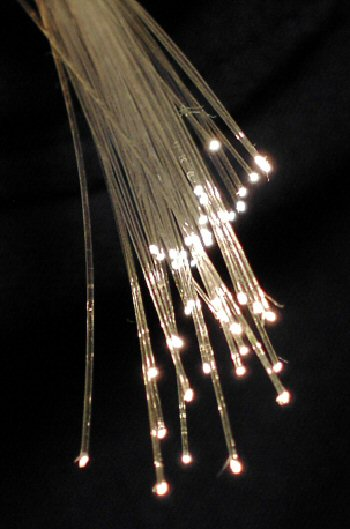
一綑光導纖維

光導纖維（英語：Optical fiber）又稱光學纖維，簡稱光纖，是一種由玻璃或塑料製成的纖維，光能夠在纖維中以全內反射方式達成光傳導。數碼化的電子訊息由發光二極體或激光二極管轉變為高頻率的光脈衝並投射入光纖的發送端，光線通過光纖後，由接收端的光敏元件接收光訊號，再由電子線路還原為電子訊息。由於光訊號通過光纖傳送時對電磁波具有極強的抗干擾能力，不像電訊號通過銅線傳送時容易因為電磁波干擾而混入雜訊，而且光纖可傳送的頻率範圍比銅線大，所以適合用於遠距離及資訊量大的通訊，當光纖在1970年代走向實用化後，已成為當今通訊網絡的重要媒介。

## 研發
使用纖維引導光線的技術早已有多位物理學學者提出，然而要投入實用化，便需要克服光衰減的障礙。高錕於英國工作期間與工程師喬治·霍克漢姆（英語：George Hockham），在1966年發表研究論文《光頻率介質纖維表面波導》（英語：Dielectric-fibre surface waveguides for optical frequencies），提出石英基玻璃纖維用於長距離及高訊息量通訊的基本原理，闡述光導纖維的構造，以降低光訊號在傳送時的衰減，還提出當每公里的訊號衰減小於20分貝時，便能成功通過光導纖維實現長距離的光通訊。根據高錕的研究論文，美國玻璃製造商康寧公司在1970年成功製作出世界上第一根低衰減的光導纖維，可用於長距離通訊，光通訊得以邁向實用化。因為其理論對光通訊的普及應用與現代通訊的發展有著深遠的影響，高錕在2009年獲頒發諾貝爾物理學獎。諾貝爾獎評審委員會稱高錕的研究有助建立今日網路世界的基礎，為今日的日常生活創立許多革新，也為科學的發展提供新工具。

## 原理

各種各樣的光纖。

光纖是圓柱形的介質波導，應用全內反射原理來傳導光線。光纖的結構大致分為裏面的纤芯部分與外面的包覆部分。為了要局限光信號於纤芯，包层的折射率必須小於纤芯的折射率。漸變光纖的折射率是緩慢改變的，從軸心到包覆，逐漸地減小；而突變光纖在核心-包覆邊界區域的折射率是急劇改變的。
光导纤维是双重构造，纤芯部分是高折射率玻璃，表层部分是低折射率的玻璃或塑料，光在纤芯内傳輸，并在表层交界处不断进行全反射，沿“之”字形向前傳輸。这种纤维比头发稍粗，这样细的纤维要有折射率截然不同的双重结构分布，是一个非常惊人的技术。各国科学家经过多年努力，创造了内附着法、MCVD法、VAD法等等，制成了超高纯石英玻璃，特制成的光导纤维傳輸光的效率明顯提升。现在较好的光导纤维，其光傳輸損失每公里只有零点二分贝；也就是说传播一公里后只損耗4.5％。

### 折射率
折射率可以用來計算在物質裏的光線速度。在真空裏，及外太空，光線的傳播速度最快，大約為3億公尺／秒。一種物質的折射率是真空光速除以光線在這物質裏傳播的速度。所以，根據定義，真空折射率是1。折射率越大，光線傳播的速度越慢。通常光纖的核心的折射率是1.48，包覆的折射率是1.46。所以，光纖傳導訊號的速度粗算大約為200000公里／秒。電話訊號，經過光纖傳導，從紐約到，大約12000公里距離，會有最低0.06秒時間的延遲。

### 全內反射

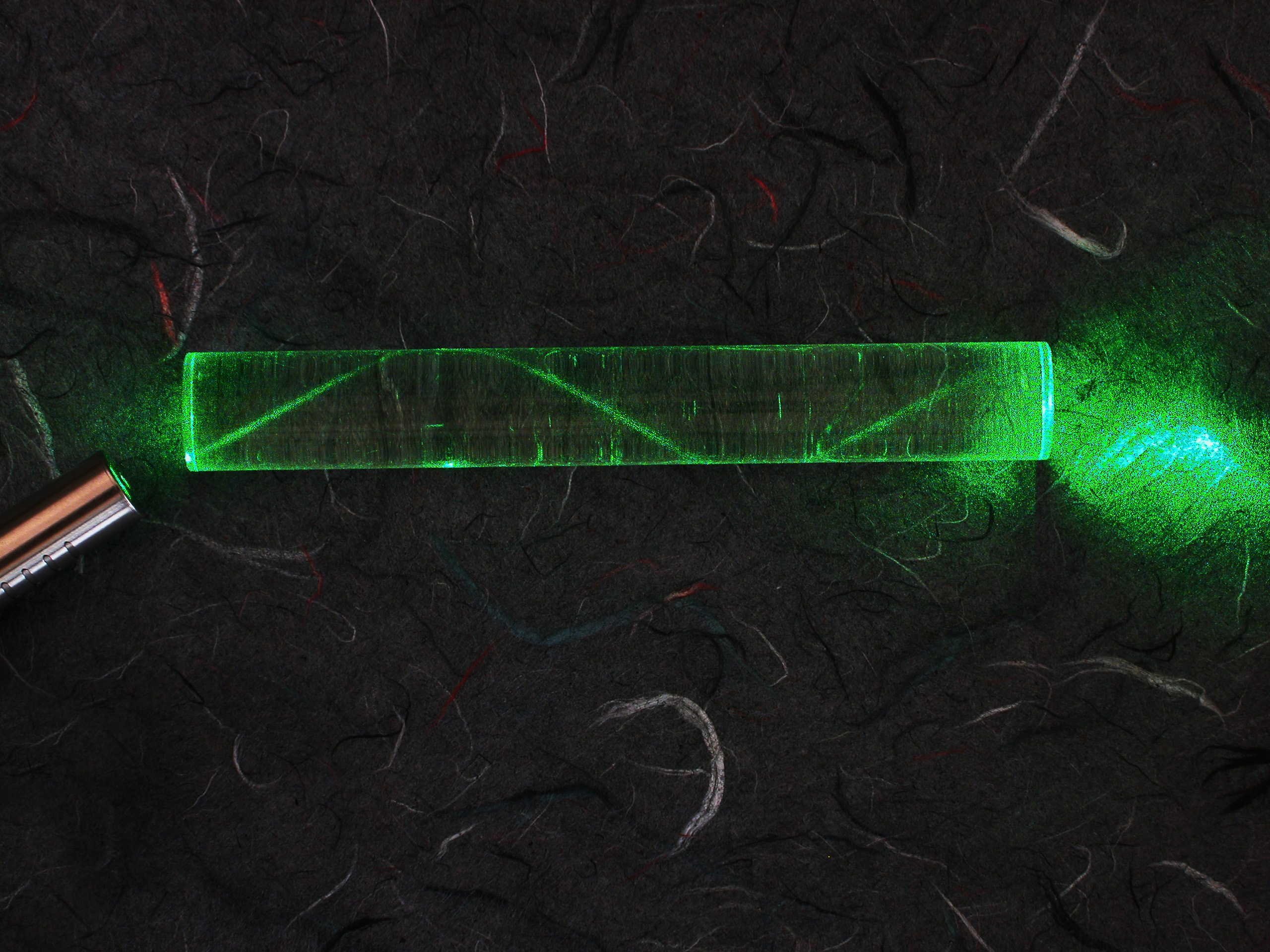
雷射的反彈於一根壓克力棍內部，顯示出光線的全反射。

當移動於密度較高的介質的光線，以大角度入射於核心-包覆邊界時，假若這入射角（光線與邊界面的法線之間的夾角）的角度大於臨界角的角度，則這光線會被完全地反射回去。光纖就是應用這種效應來局限傳導光線於核心。在光纖內部傳播的光線會被邊界反射過來，反射過去。由於光線入射於邊界的角度必須大於臨界角的角度，只有在某一角度範圍內射入光纖的光線，才能夠通過整個光纖，不會洩漏損失。這角度範圍稱為光纖的受光錐角，是光纖的核心折射率與包覆折射率的差值的函數。
更簡單地說，光線射入光纖的角度必須小於受光角的角度，才能夠傳導於光纖核心。受光角的正弦是光纖的数值孔径。數值孔徑越大的光纖，越不需要精密的熔接和操作技術。單模光纖的數值孔徑比較小，需要比較精密的熔接和操作技術。

## 種類
光纖主要分為兩類，漸變光纖與突變光纖。前者的折射率是漸變的，而後者的折射率是突變的。另外還分為單模光纖及多模光纖。近年來，又有新的光子晶體光纖問世。

### 多模光纖

光波傳播於多模光纖。

核心直徑較大的光纖（大於10 微米）的物理性質，可以用幾何光學的理論來分析，這種光纖稱為多模光纖，用於通信用途時，線材會以橘色外皮做為辨識。
在一個多模突變光纖內，光線靠著全反射傳導於核心。當光線遇到核心-包覆邊界時，假若入射角大於臨界角，則光線會被完全反射。臨界角的角度是由核心折射率與包覆折射率共同決定。假若入射角小於臨界角，則光線會折射入包覆，無法繼續傳導於核心。臨界角又決定了光纖的受光角，通常以数值孔径來表示其大小。較高的數值孔徑會允許光線，以較近軸心和較寬鬆的角度，傳導於核心，造成光線和光纖更有效率的耦合。但是，由於不同角度的光線會有不同的光程，通過光纖所需的時間也會不同，所以，較高的數值孔徑也會增加色散。有些時候，較低的數值孔徑會是更適當的選擇。
漸變光纖的核心的折射率，從軸心到包覆，逐漸地減低。這會使朝著包覆傳導的光線，平滑緩慢地改變方向，而不是急劇地從核心-包覆邊界反射過去。這樣，大角度光線會花更多的時間，傳導於低折射率區域，而不是高折射率區域。因此，所形成的曲線路徑，會減低多重路徑色散。工程師可以精心設計漸變光纖的折射率分佈，使得各種光線在光纖內的軸傳導速度差值，能夠極小化。這理想折射率分佈應該會非常接近於拋物線分佈。

### 單模光纖

單模光纖內部結構：
1.核心：直徑8 µm
2.包覆：直徑125 µm
3.緩衝層：直徑250 µm
4.外套：直徑400 µm

核心直徑小於傳播光波波長約十倍的光纖，不能用幾何光學理論來分析其物理性質。替而代之，必須改用麦克斯韦方程組來分析，导出相關的電磁波方程式。視為光學波導，光纖可以傳播多於一個橫模的光波。只允許一種橫模傳導的光纖稱為單模光纖。用於通信用途時，線材會以黃色外皮做為辨識。大直徑核心、多橫模的光纖的物理性質，也可以用電磁波波動方程式分析。結果會顯示出，這種光纖允許多於一個橫模的光波。這樣的解析多模光纖，所得到的結果，與幾何光學的解析結果大致相同。
波導分析顯示，在光纖內的光波的能量，並不是全部局限於核心裏。令人驚訝地，特別是在單模光纖裏，有很大一部分的能量是以漸逝波的形式傳導於包覆。
最常見的一種單模光纖，核心直徑大約為7.5–9.5 微米，專門用於傳導近紅外線。多模光纖的核心直徑可以小至50微米，或者大至幾百微米。

### 特种光纖
有些特种光纖的核心或包覆會特別地製作成非圓柱形，通常像橢圓形或長方形。這包括保偏光纤。
光子晶體光纖是一種新型的光纖，其折射率以規律性的模式變化（通常沿著光纖的軸向會有圓柱空洞）。光子晶體光纖應用繞射效應（單獨的或加上全反射效應）來侷限光波於光纖核心。

## 衰減機制
在介質內，光纖的衰減，又稱為傳輸損失，指的是隨著傳輸距離的增加，光束（或訊號）強度會減低。由於現代光傳輸介質的高質量透明度，光纖的衰減係數的單位通常是dB/km（每公里長度介質的分貝）。因為石英玻璃纖維能夠滿足嚴格的規定，局限光束於內部，傳輸介質材料大多是由石英玻璃纖維製成的。
阻礙數位訊號遠距離傳輸的一個重要因素就是衰減。因此，減少衰減是光纖光學研究的必然目標。經過多次實驗得到的結果，顯示出散射和吸收是造成光纖衰減的主要原因之一。

### 光散射

鏡面反射。

漫反射。

因為光線的全反射，光線可以傳輸於光纖核心。粗糙、不規則的表面，甚至在分子層次，也會使光線往隨機方向反射，稱這現象為漫反射或散射，其特徵通常是多種不同的反射角。
大多數物體因為表面的光散射，可以被人類視覺偵測到。光散射跟入射光波的波長有關。可見光的波長大約是1微米。人類視覺無法偵測到小於這尺寸的物體。所以，位於可見物體表面的散射中心也有類似的空間尺寸。
光波入射於內部的邊界面時，會因為非相干散射而造成衰減。對於晶体材料或多晶材料，像金屬或陶瓷，除了細孔以外，大部分內部介面的形式乃晶界，分隔了晶粒尺寸的微小區域。材料學專家發現，假若能將散射中心（或晶界）的尺寸減小到低於入射光波的波長，則光散射的影響會減小很多，可以被忽略。這發現引起更多有關透明陶瓷材料的研究。
類似地，在光學光纖內，光散射是由分子層次的不規則玻璃結構所造成的。很多材料學專家認為玻璃無疑是多晶材料的極限案例。而其展現出短距離現像的疇域 (domain），則是金屬、合金、玻璃、陶瓷等等的基礎建築材料。散佈在這些疇域之間，有很多微結構缺陷，是造成光散射的最理想地點。
當功率變高時，光纖的非線性光學行為也可能會造成光散射。

### 紫外線和紅外線吸收
除了光散射以外，光纖材料會選擇性地吸收某些特定波長的光波，這也會造成衰減或訊號損失。吸收光波的機制類似顏色顯現的機制。
1. 在電子層次，光纖材料的每種組成原子，其不同的電子軌域的能級差值，決定了光纖材料能否吸收某特定頻率或頻率帶的光子。這些特定頻率或頻率帶的光子，大多屬於紫外線或可見光的頻區。這就是很多可見物質顯示出顏色的機制。
2. 在原子或分子層次，振動頻率、堆積結構、化學鍵強度等等，這些重要因素共同決定了材料傳輸紅外線，遠紅外線，無線電波，微波等等長波的能力。

在一個晶體物體內部，振動的簡正模。

在設計任何透明光學元件前，必須先知道材料的性質和限制，然後才能選擇適當的材料。任何材料在低頻率區域的晶格吸收特性，也賦予了這項材料對於這低頻率光波的透明限制。這是組成的原子或分子的熱感應振動，和入射光波之間，相互耦合的結果。因此，在紅外線頻區（＞ 1微米），每一種材料都要避開這些由於原子或分子振動機制而產生的吸收區域。
因為某特定頻率的紅外線光波，恰恰好匹配了，某種材料的原子或分子的自然振動頻率，這種材料會選擇性地吸收這特定頻率的光波。由於不同的原子或分子有不同的自然振動頻率，它們會選擇性地吸收不同頻率（或不同頻率帶）的紅外線光波。
由於光波頻率不匹配光纖材料的自然振動頻率，會造成光波的反射或透射。當紅外線光波入射於這不匹配的光纖材料，一部分能量會被反射，另一部分能量會被透射。

## 應用
目前用於通信中的光纖主要是玻璃纖維，其外徑約為250微米，中心通光部分直徑為10~60微米。光纖也帶來醫療技術是革新，由於幼小及訊息傳輸量大，被大量應用於觀察體內的內視鏡。在娛樂方面，常用於音響的訊號線。

## 外部鏈接
维基共享资源上的相關多媒體資源：光導纖維